# Gabriel Núñez de Guzmán

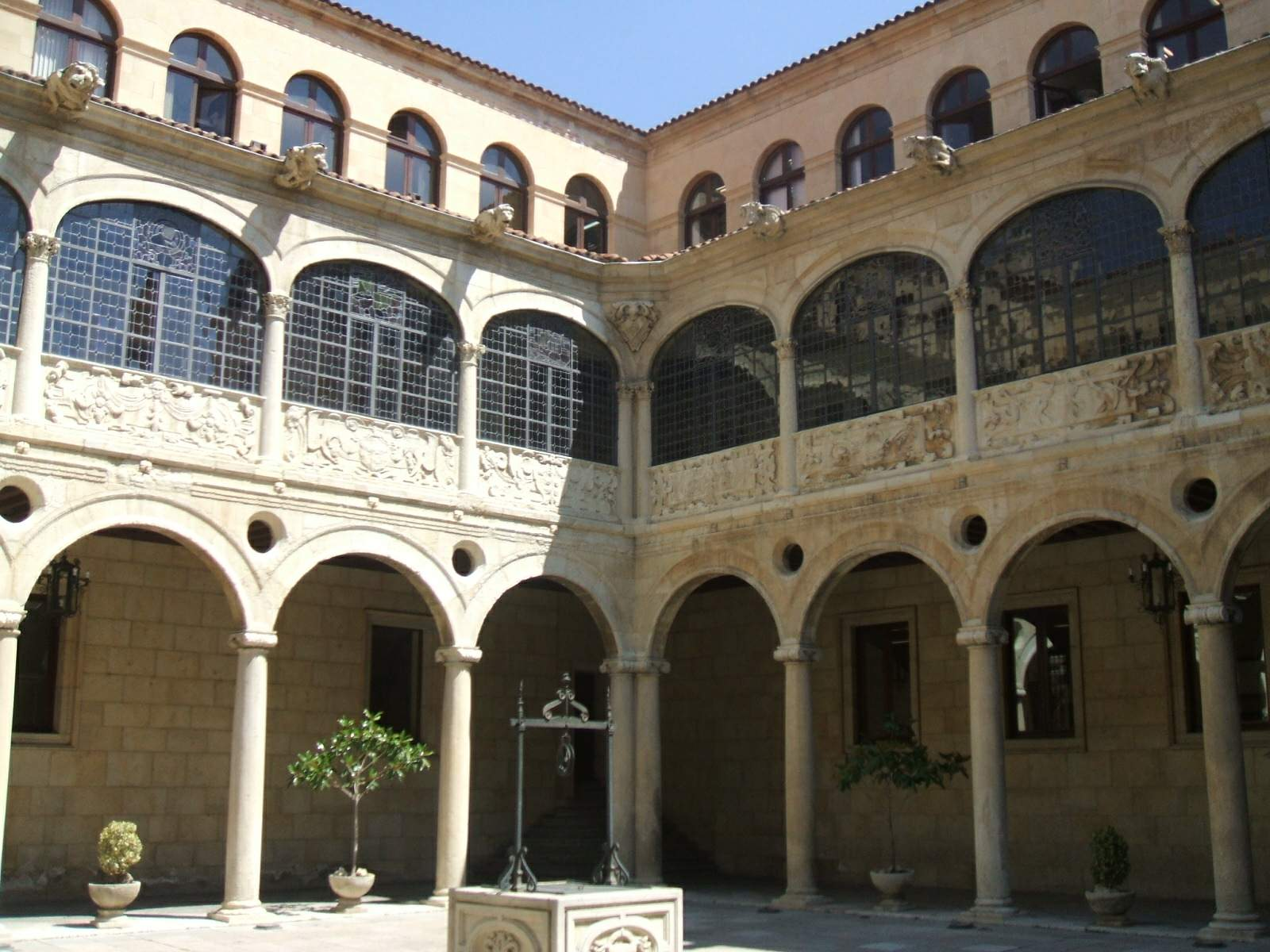
Vista del palacio de los Guzmanes en León, lugar de nacimiento y residencia de Gabriel.

Gabriel Núñez de Guzmán, I marqués de Toral (León, -¿?, a. de 1622), fue un noble y militar español, conocido por ser padre de Ramiro, I duque de Medina de las Torres y yerno del conde-duque de Olivares, valido de Felipe IV.

## Biografía
Fue hijo de Gonzalo de Guzmán, señor de Toral, Aviados y otros lugares; y de su esposa y prima hermana, Juana de Guzmán. Tuvo varios hermanos:
- Manuel de Guzmán, consejero del Consejo de Guerra casado con María Francisca de Toledo y Zamudio, II marquesa de Montalbo y I marquesa de Belvís. Sin sucesión de este matrimonio.
- Ángela Ramírez de Guzmán, casada con Juan de Acuña, I marqués de Valcerrato que llegó a ser presidente del Consejo de Castilla. Con descendencia.
- Mariana de Guzmán, casada con Juan Gaytán de Ayala.
- Antonia de Guzmán.

Gabriel nació en León, ciudad cercana a Toral, señorío de su padre.
Contrajo matrimonio con su prima hermana Francisca de Guzmán. El matrimonio tendría cuatro hijos:
- Juan Francisco, muerto en la infancia.
- Gonzalo, muerto también en su niñez.
- Isabel de Guzmán, casada en 1624 con Bernardino Fernández de Velasco y Tovar, condestable de Castilla y VI duque de Frías, con descendencia.
- Ramiro Núñez de Guzmán, después I duque de Medina de las Torres, casado tres veces. En primeras nupcias con María de Guzmán y Zúñiga (1609-1626), marquesa de Heliche, sin descendencia; en segundas con Anna Carafa (1607-1644), princesa de Stigliano, con descendencia; y en terceras con Catalina Vélez Ladrón de Guevara (-1684), IX condesa de Oñate.

Hizo sus pruebas como caballero de la Orden de Santiago en 1606.
En 1602, Felipe III le hizo marqués de Toral, expidiéndole el título por medio de real despacho de 27 de octubre de ese año.
Debió morir antes de 1622. En ese año su viuda fue nombrada dueña de honor de la reina Isabel de Borbón.